# SC Potsdam

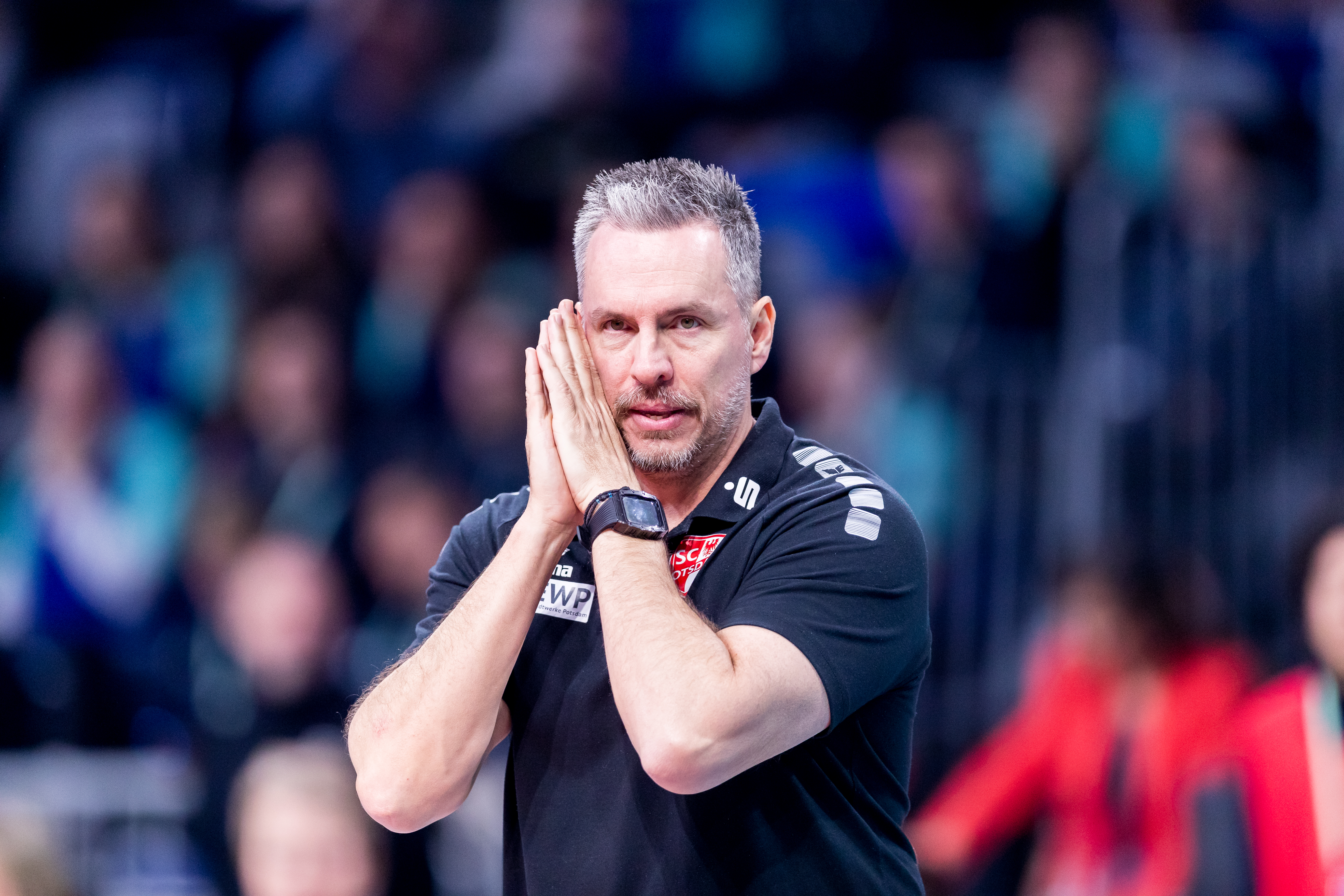
Guillermo Naranjo Hernández trenerem SC Potsdam w latach 2018-2023

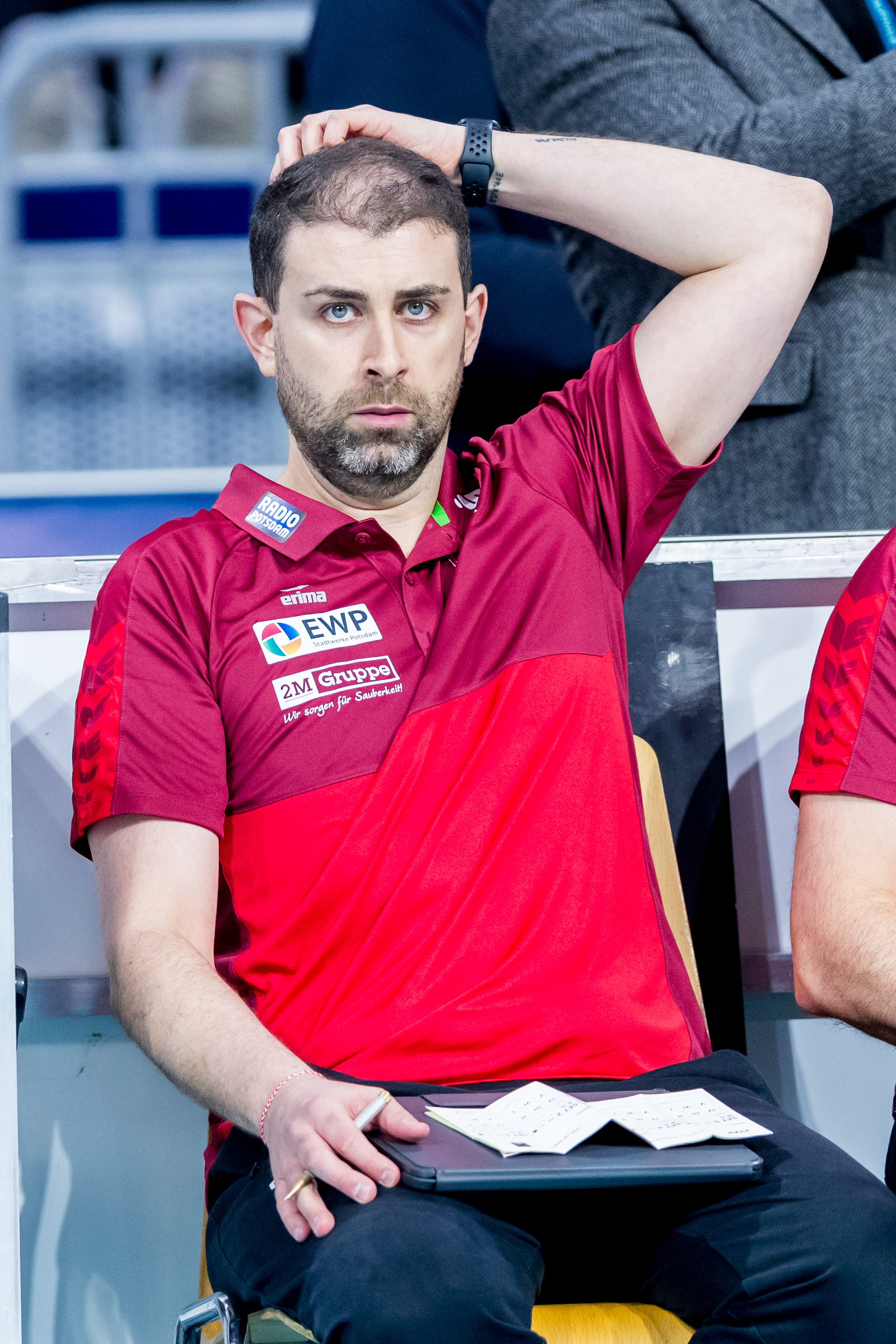
Riccardo Boieri trenerem SC Potsdam od sezonu 2023/2024

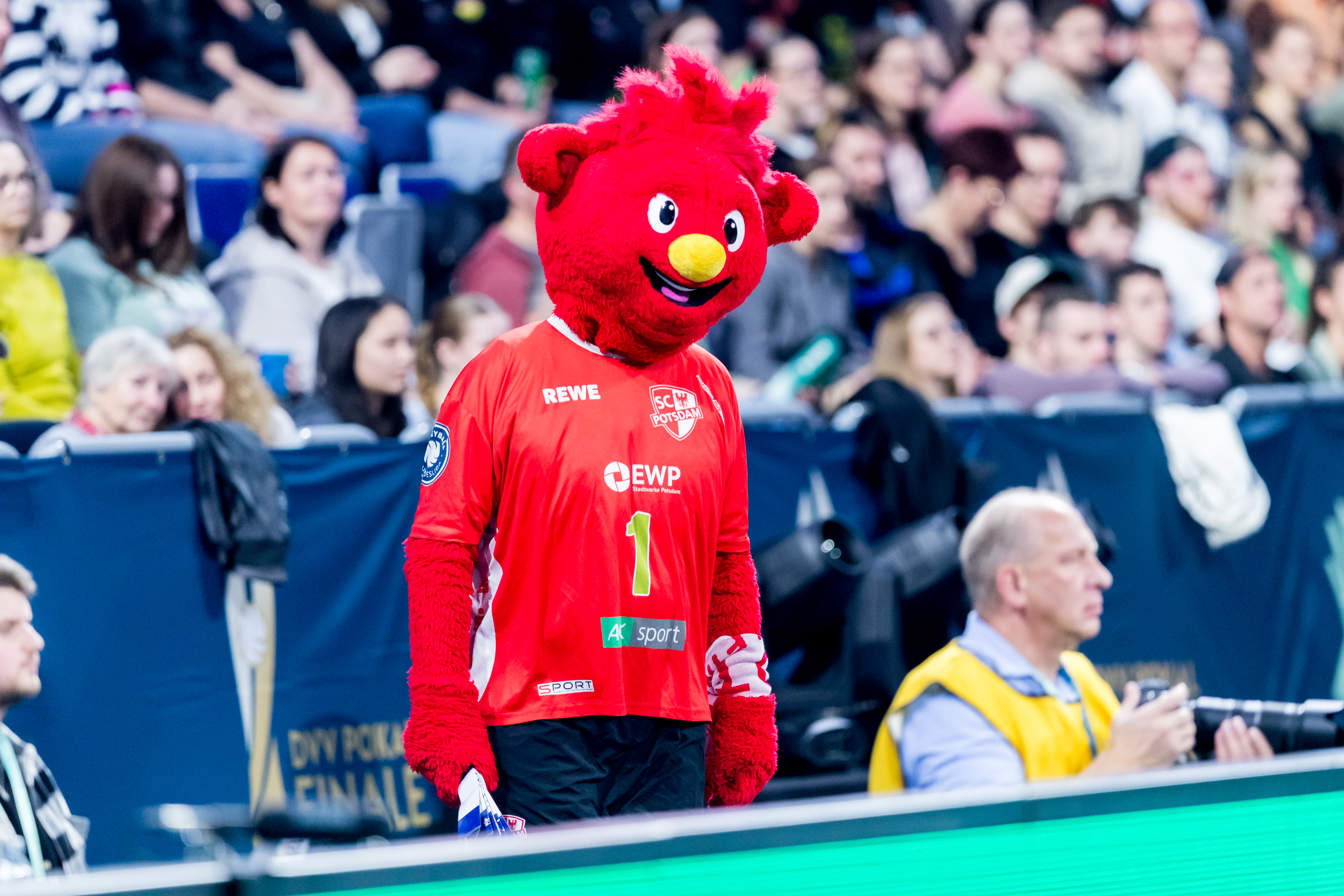
Maskotka klubu SC Potsdam

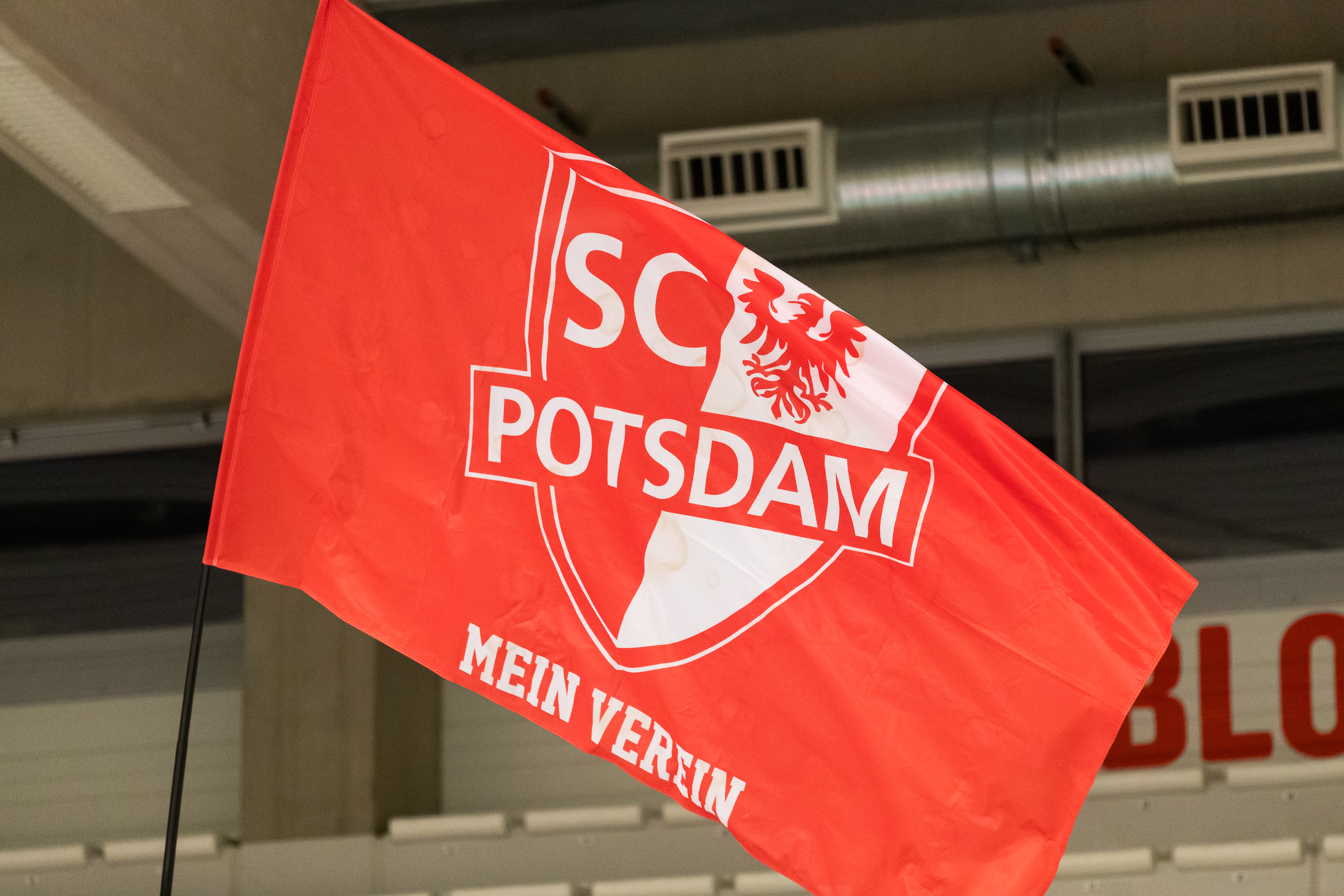
Flaga klubu SC Potsdam

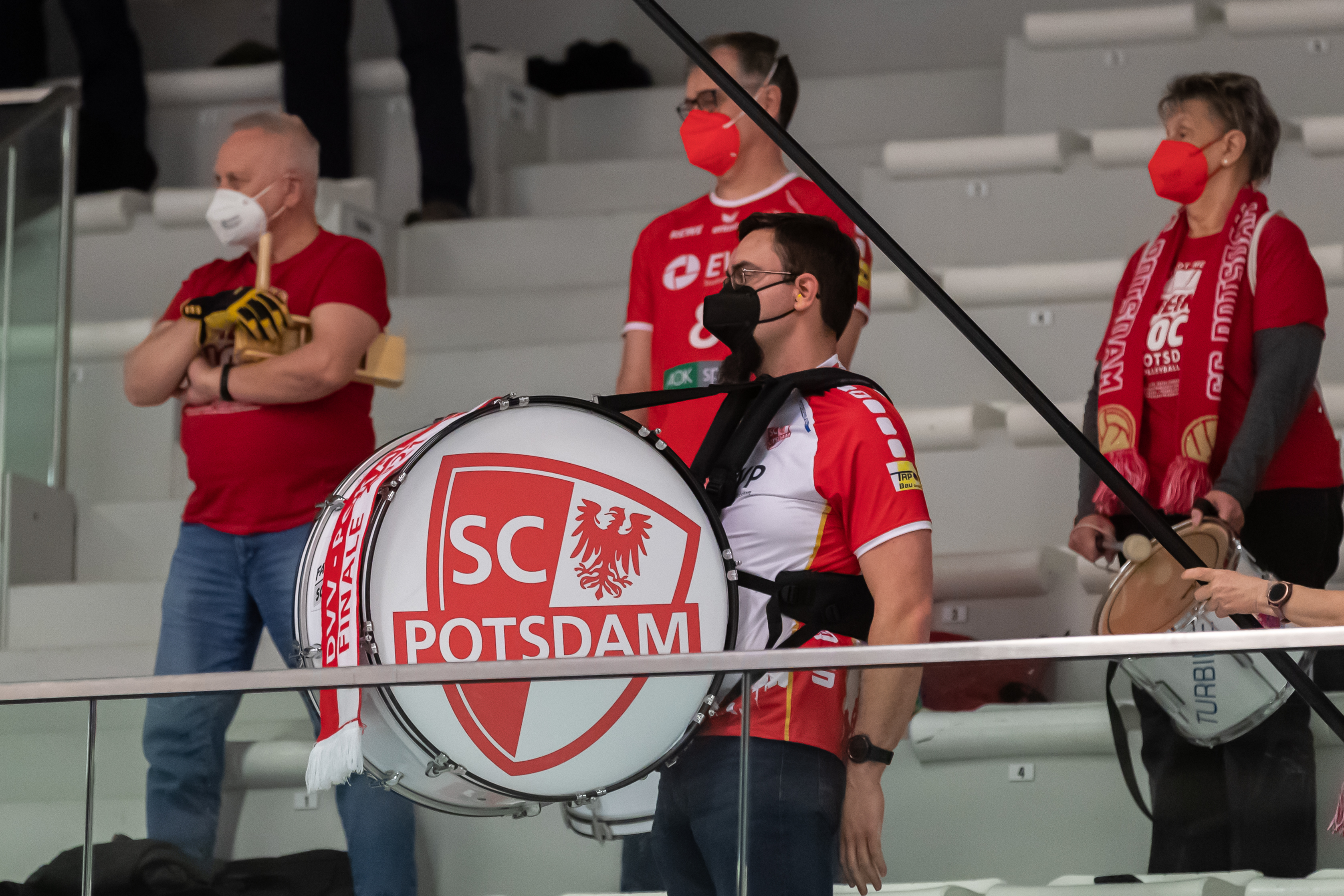
Klub kibica SC Potsdam

SC Potsdam – żeński klub piłki siatkowej z Niemiec. Został założony w 1996 roku z siedzibą w mieście Poczdam. Od dłuższego czasu występuje w Bundeslidze.

## Trenerzy
| Lata                      | Imię i nazwisko             |
| ------------------------- | --------------------------- |
| 2009–2011                 | Michael Merten              |
| 2011–2016                 | Alberto Salomoni            |
| 2016–2018 (do 08.12.2018) | Davide Carli                |
| 2018–2023 (od 10.12.2018) | Guillermo Naranjo Hernández |
| 2023–                     | Riccardo Boieri             |

## Bilans sezon po sezonie
| Sezon     | Rozgrywki ligowe     | Rozgrywki ligowe | Puchar Niemiec | Europejskie puchary | Europejskie puchary |
| Sezon     | Poziom               | Miejsce          | Puchar Niemiec | Rozgrywki klubowe   | Osiągnięcie         |
| --------- | -------------------- | ---------------- | -------------- | ------------------- | ------------------- |
| 2005/2006 | 2. Bundesliga Północ | 5. miejsce       |                |                     |                     |
| 2006/2007 | 2. Bundesliga Północ | 1. miejsce       | 1/8 finału     |                     |                     |
| 2007/2008 | 2. Bundesliga Północ | 5. miejsce       | 1/8 finału     |                     |                     |
| 2008/2009 | 2. Bundesliga Północ | 1. miejsce       | 1/8 finału     |                     |                     |
| 2009/2010 | 1. Bundesliga        | 10. miejsce      | 1/8 finału     |                     |                     |
| 2010/2011 | 1. Bundesliga        | 10. miejsce      | ćwierćfinał    |                     |                     |
| 2011/2012 | 1. Bundesliga        | 11. miejsce      | 1/8 finału     |                     |                     |
| 2012/2013 | 1. Bundesliga        | 8. miejsce       | 1/8 finału     |                     |                     |
| 2013/2014 | 1. Bundesliga        | 6. miejsce       | 1/8 finału     |                     |                     |
| 2014/2015 | 1. Bundesliga        | 5. miejsce       | ćwierćfinał    |                     |                     |
| 2015/2016 | 1. Bundesliga        | 7. miejsce       | 1/8 finału     |                     |                     |
| 2016/2017 | 1. Bundesliga        | 5. miejsce       | półfinał       |                     |                     |
| 2017/2018 | 1. Bundesliga        | 7. miejsce       | ćwierćfinał    |                     |                     |
| 2018/2019 | 1. Bundesliga        | 3. miejsce       | półfinał       |                     |                     |
| 2019/2020 | 1. Bundesliga        | –                | ćwierćfinał    | Puchar CEV          | 1/16 finału         |
| 2020/2021 | 1. Bundesliga        | 4. miejsce       | 2. miejsce     | Puchar CEV          | 1/8 finału          |
| 2021/2022 | 1. Bundesliga        | 2. miejsce       | półfinał       | Puchar Challenge    | 1/8 finału          |
| 2022/2023 | 1. Bundesliga        | 2. miejsce       | 2. miejsce     | Liga Mistrzyń       | faza grupowa        |
| 2022/2023 | 1. Bundesliga        | 2. miejsce       | 2. miejsce     | Puchar CEV          | ćwierćfinał         |
| 2023/2024 | 1. Bundesliga        | 4. miejsce       | 2. miejsce     | Liga Mistrzyń       | runda play-off      |

Poziom rozgrywek:
     pierwszy, najwyższy ogólnokrajowy
     drugi
     trzeci
     czwarty
     piąty
- Rozgrywki w sezonie 2019/2020 zostały przerwane z powodu rozprzestrzenia się koronawirusa w Niemczech

### Sezon 2023/2024

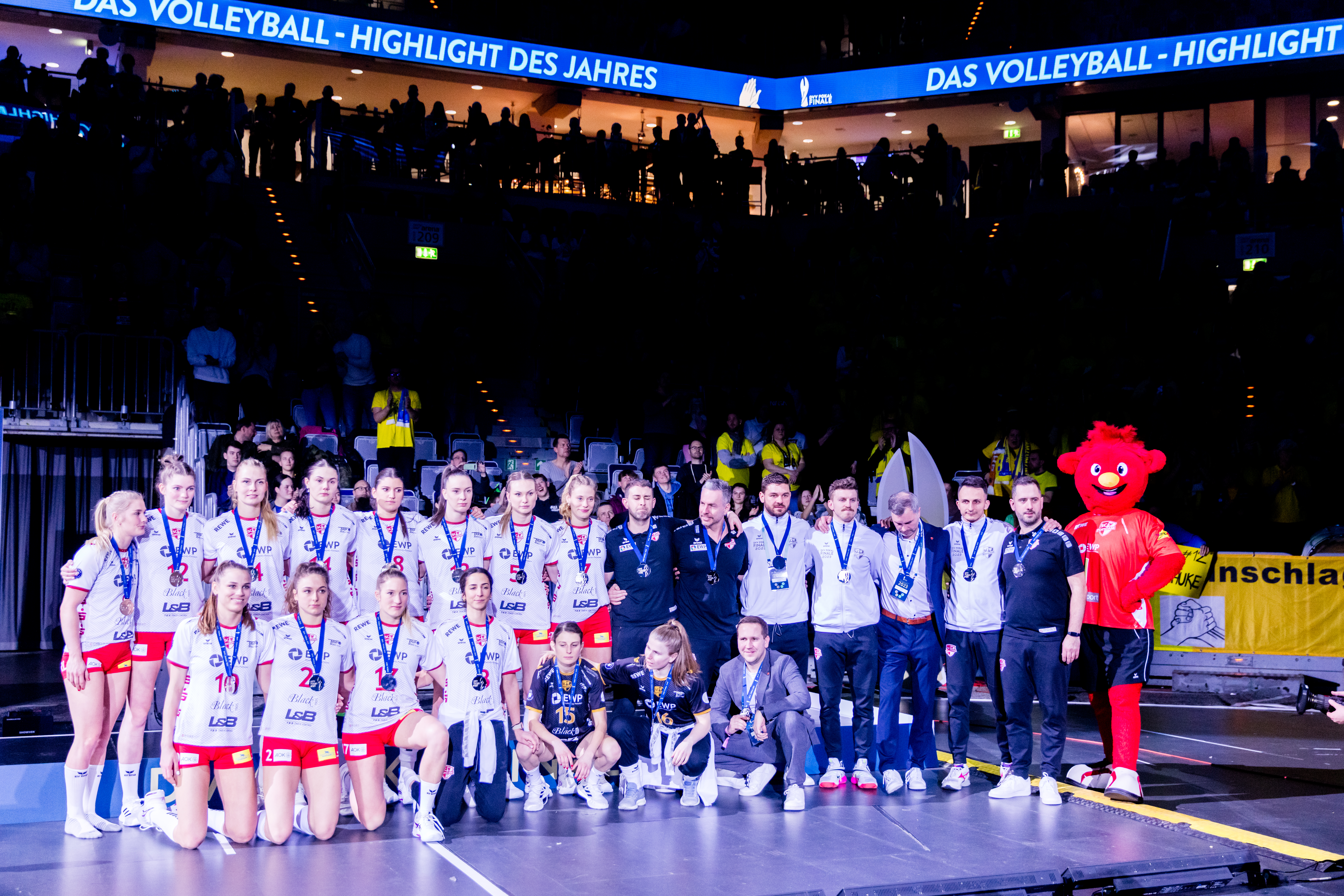
Zawodniczki SC Potsdam w sezonie 2022/2023

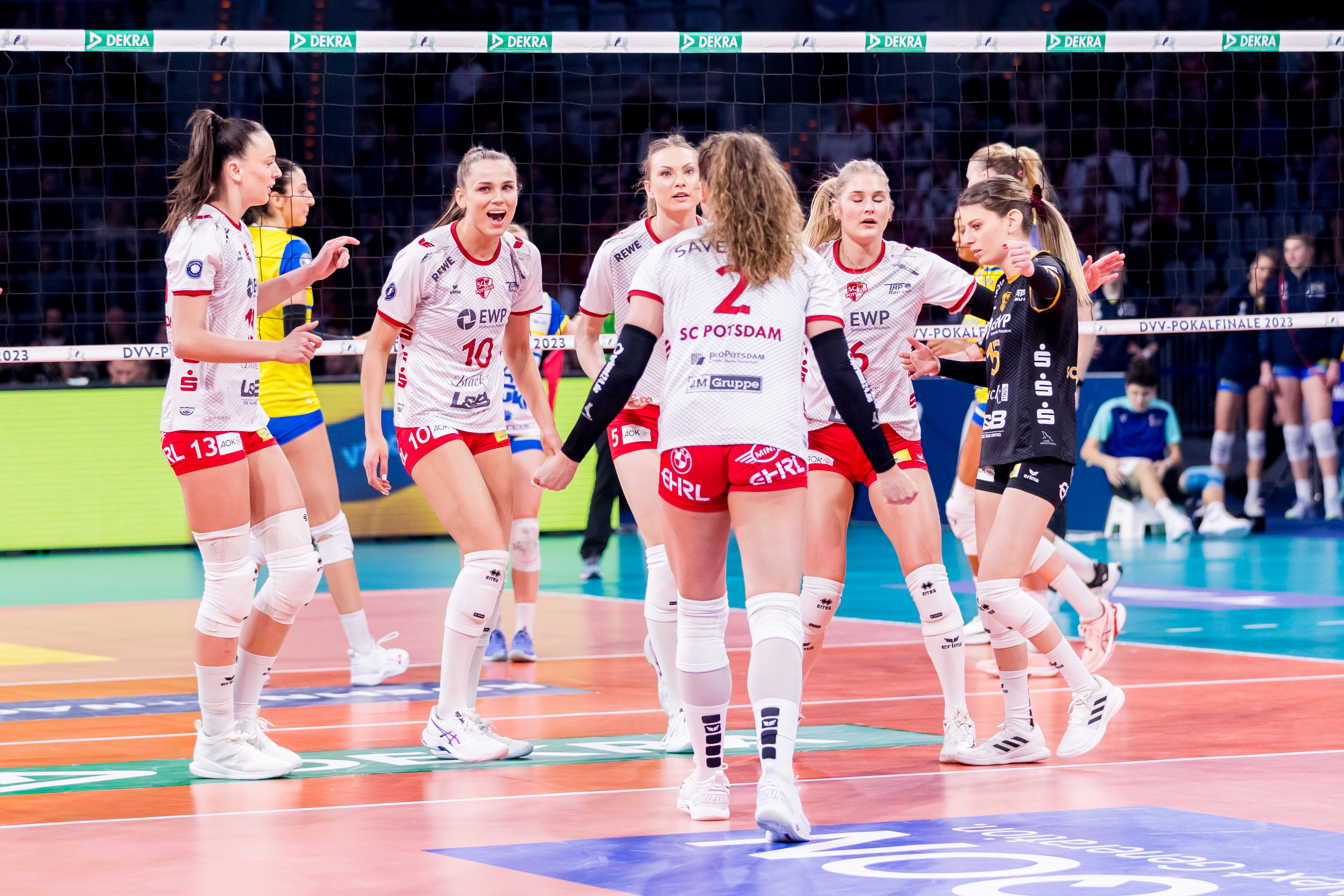
Zawodniczki SC Potsdam w sezonie 2022/2023

## Sukcesy
Bundesliga:
- 2022[2], 2023[3]

Superpuchar Niemiec:
- 2022[4]

## Kadra

### Sezon 2023/2024[5]
| Nr | Imię i nazwisko      | Data ur. | Wzrost | Pozycja      |
| -- | -------------------- | -------- | ------ | ------------ |
| 1  | Tara Taubner         | 2002     | 186    | atakująca    |
| 2  | Breland Morrissette  | 1999     | 185    | środkowa     |
| 3  | Danielle Harbin      | 1995     | 185    | atakująca    |
| 4  | Justine Wong-Orantes | 1995     | 168    | libero       |
| 5  | Suvi Kokkonen        | 2000     | 182    | przyjmująca  |
| 6  | Antonia Stautz       | 1993     | 180    | przyjmująca  |
| 9  | Kristina Gunczewa    | 1994     | 178    | rozgrywająca |
| 11 | Sarah Stiriz         | 2003     | 166    | libero       |
| 12 | Rodica Buterez       | 1999     | 190    | przyjmująca  |
| 14 | Anastasia Cekulaev   | 2003     | 191    | środkowa     |
| 15 | Raquel Lazaro        | 2000     | 180    | rozgrywająca |
| 18 | Veronika Đokić       | 2001     | 187    | środkowa     |
| 19 | Gréta Kiss           | 1998     | 180    | przyjmująca  |

### Sezon 2022/2023
| Nr | Imię i nazwisko                | Data ur. | Wzrost | Pozycja      |
| -- | ------------------------------ | -------- | ------ | ------------ |
| 2  | Fleur Savelkoel                | 1995     | 184    | przyjmująca  |
| 3  | Megan Viggars                  | 1994     | 183    | rozgrywająca |
| 3  | Kim Robitaille (od 13.01.2023) | 1991     | 180    | rozgrywająca |
| 4  | Selma Hetmann                  | 1995     | 188    | środkowa     |
| 5  | Maja Savić                     | 1993     | 189    | środkowa     |
| 6  | Hester Jasper                  | 2001     | 175    | przyjmująca  |
| 7  | Pia Leweling                   | 1998     | 183    | przyjmująca  |
| 8  | Merle Golm                     | 2004     | 184    | przyjmująca  |
| 10 | Sarah Van Aalen                | 2000     | 182    | rozgrywająca |
| 11 | Sarah Stiriz                   | 2003     | 166    | libero       |
| 12 | Rica Maase                     | 1999     | 186    | atakująca    |
| 13 | Anett Németh                   | 1999     | 188    | atakująca    |
| 14 | Anastasia Cekulaev             | 2003     | 191    | środkowa     |
| 15 | Aleksandra Jegdić              | 1994     | 167    | libero       |
| 17 | Laura Emonts                   | 1991     | 180    | przyjmująca  |
| 18 | Veronika Đokić                 | 2001     | 187    | środkowa     |

### Sezon 2021/2022

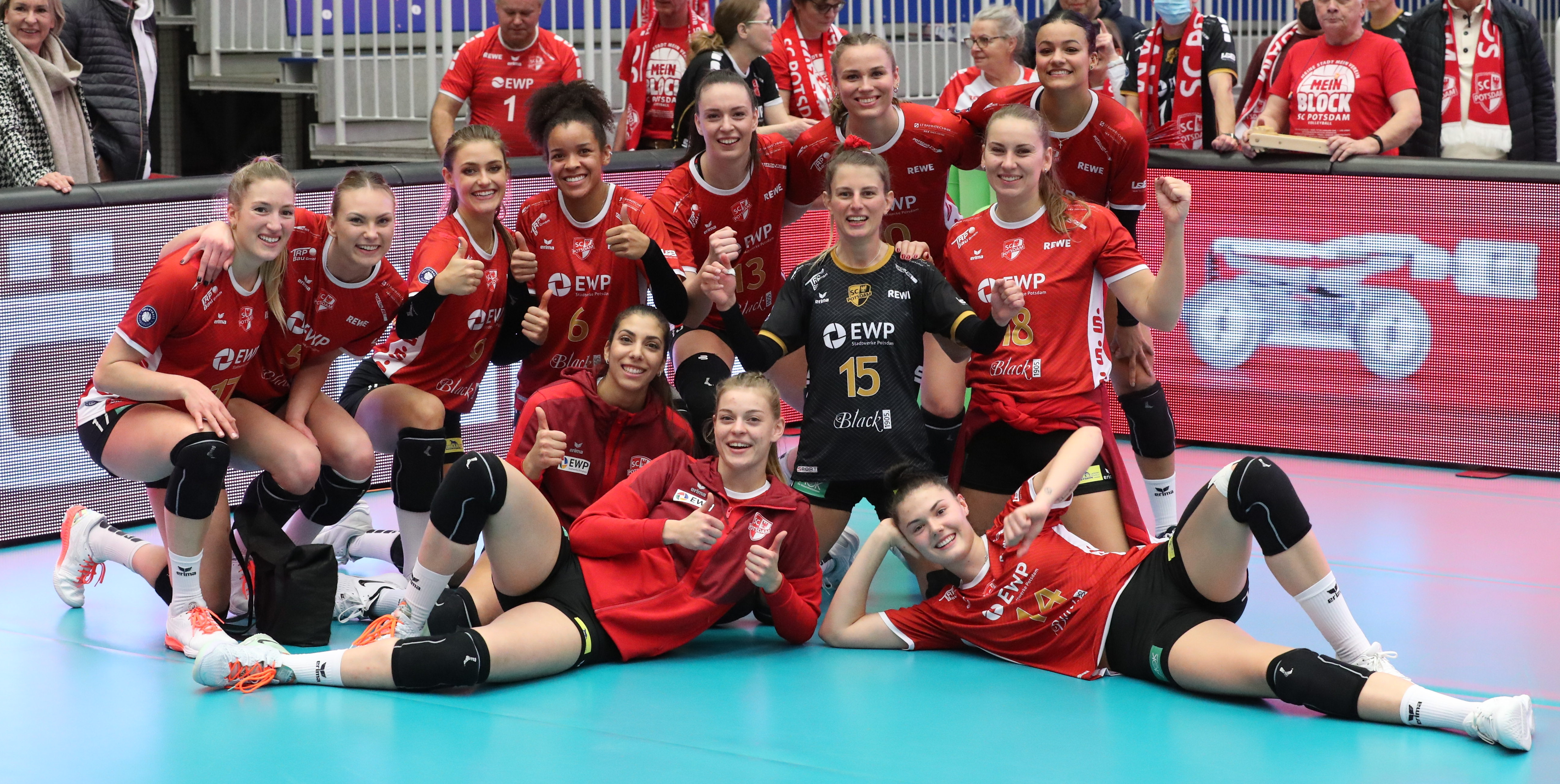
Zawodniczki SC Potsdam w sezonie 2021/2022

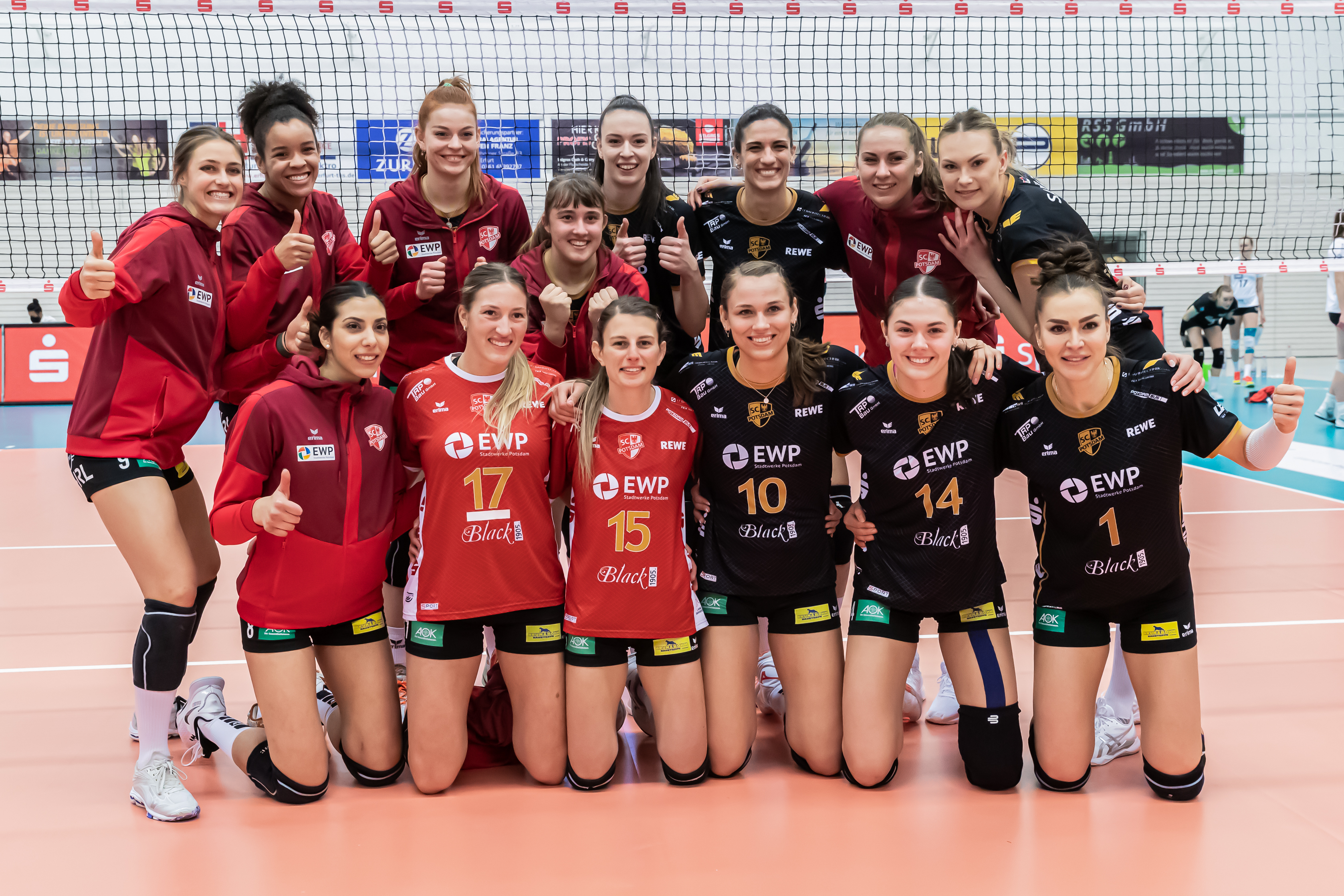
Zawodniczki SC Potsdam w sezonie 2021/2022

| Nr | Imię i nazwisko                               | Data ur. | Wzrost | Pozycja      |
| -- | --------------------------------------------- | -------- | ------ | ------------ |
| 1  | Tatjana Bokan (od 15.01.2022)                 | 1988     | 186    | przyjmująca  |
| 2  | Vanessa Agbortabi (do 29.12.2021)             | 1998     | 181    | przyjmująca  |
| 3  | Natalie Wilczek                               | 2000     | 185    | środkowa     |
| 5  | Maja Savić                                    | 1993     | 189    | środkowa     |
| 6  | Lauren Page                                   | 1996     | 182    | środkowa     |
| 7  | Ana Escamilla (do 30.10.2021)                 | 1998     | 183    | przyjmująca  |
| 8  | Konstantina Vlachaki                          | 1995     | 179    | przyjmująca  |
| 9  | Madison Lilley                                | 1999     | 180    | rozgrywająca |
| 10 | Sarah Van Aalen                               | 2000     | 182    | rozgrywająca |
| 11 | Sarah Stiriz                                  | 2003     | 166    | libero       |
| 12 | Valeria Papa (od 18.01.2022)                  | 1989     | 183    | przyjmująca  |
| 13 | Anett Németh                                  | 1999     | 188    | atakująca    |
| 14 | Anastasia Cekulaev                            | 2003     | 191    | środkowa     |
| 15 | Aleksandra Jegdić                             | 1994     | 167    | libero       |
| 16 | Srna Marković (od 07.12.2021) (do 07.01.2022) | 1996     | 183    | przyjmująca  |
| 17 | Laura Emonts                                  | 1991     | 180    | przyjmująca  |
| 18 | Adela Helić                                   | 1990     | 185    | atakująca    |

### Sezon 2020/2021
| Nr | Imię i nazwisko                    | Data ur. | Wzrost | Pozycja      |
| -- | ---------------------------------- | -------- | ------ | ------------ |
| 2  | Vanessa Agbortabi                  | 1998     | 181    | przyjmująca  |
| 3  | Natalie Wilczek                    | 2000     | 185    | środkowa     |
| 4  | Brittany Abercrombie               | 1995     | 192    | atakująca    |
| 5  | Jennifer Nogueras (od 06.01.2021)  | 1991     | 185    | rozgrywająca |
| 6  | Antonia Stautz                     | 1993     | 180    | przyjmująca  |
| 7  | Symone Speech                      | 1997     | 191    | środkowa     |
| 8  | Lindsey Ruddins                    | 1997     | 188    | przyjmująca  |
| 9  | Sarah Stiriz                       | 2003     | 166    | libero       |
| 11 | Darja Eržen                        | 1997     | 190    | atakująca    |
| 12 | Anastasia Cekulaev (od 27.01.2021) | 2003     | 191    | środkowa     |
| 14 | Kelsey Veltman                     | 1996     | 189    | środkowa     |
| 15 | Aleksandra Jegdić                  | 1994     | 167    | libero       |
| 16 | Lindsay Flory                      | 1996     | 183    | rozgrywająca |
| 17 | Laura Emonts                       | 1991     | 180    | przyjmująca  |
| 18 | Ana Tiemi                          | 1987     | 187    | rozgrywająca |

### Sezon 2019/2020
| Nr | Imię i nazwisko      | Data ur. | Wzrost | Pozycja      |
| -- | -------------------- | -------- | ------ | ------------ |
| 2  | Valerie Nichol       | 1993     | 181    | rozgrywająca |
| 3  | Natalie Wilczek      | 2000     | 185    | środkowa     |
| 4  | Brittany Abercrombie | 1995     | 192    | atakująca    |
| 5  | Sofija Medić         | 1991     | 184    | środkowa     |
| 6  | Antonina Stautz      | 1993     | 180    | przyjmująca  |
| 7  | Ana Escamilla        | 1998     | 184    | przyjmująca  |
| 8  | Deborah Scholz       | 2000     | 180    | atakująca    |
| 9  | Lisa Gründing        | 1991     | 185    | środkowa     |
| 10 | Annegret Hölzig      | 1997     | 183    | przyjmująca  |
| 14 | Denise Imoudu        | 1995     | 181    | rozgrywająca |
| 15 | Aleksandra Jegdić    | 1994     | 167    | libero       |
| 17 | Laura Emonts         | 1991     | 180    | przyjmująca  |

### Sezon 2018/2019
| Nr | Imię i nazwisko         | Data ur. | Wzrost | Pozycja      |
| -- | ----------------------- | -------- | ------ | ------------ |
| 1  | Marta Drpa              | 1989     | 193    | atakująca    |
| 2  | Roxana Vogel            | 2000     | 178    | rozgrywająca |
| 3  | Natalie Wilczek         | 2000     | 185    | środkowa     |
| 5  | Alexa Marie Dannemiller | 1993     | 178    | rozgrywająca |
| 6  | Antonina Stautz         | 1993     | 180    | przyjmująca  |
| 7  | Nia Grant               | 1993     | 186    | środkowa     |
| 9  | Magdalena Gryka         | 1994     | 178    | rozgrywająca |
| 10 | Annegret Hölzig         | 1997     | 183    | przyjmująca  |
| 11 | Emilia Weske            | 2001     | 188    | atakująca    |
| 12 | Eva Hodanová            | 1993     | 189    | przyjmująca  |
| 13 | Frances Kauffmann       | 2000     | 169    | libero       |
| 14 | Sandra Szabóová         | 1996     | 190    | środkowa     |
| 15 | Aleksandra Jegdić       | 1994     | 167    | libero       |
| 18 | Siłwana Czauszewa       | 1995     | 186    | przyjmująca  |

### Sezon 2017/2018
| Nr | Imię i nazwisko    | Data ur. | Wzrost | Pozycja      |
| -- | ------------------ | -------- | ------ | ------------ |
| 1  | Marta Drpa         | 1989     | 193    | atakująca    |
| 3  | Natalie Wilczek    | 2000     | 185    | środkowa     |
| 5  | Ivona Svobodniková | 1991     | 191    | środkowa     |
| 6  | Ann-Marie Knauf    | 1992     | 175    | rozgrywająca |
| 7  | Emilia Weske       | 2001     | 188    | atakująca    |
| 8  | Antonina Stautz    | 1993     | 180    | przyjmująca  |
| 9  | Lisa Gründing      | 1991     | 185    | środkowa     |
| 10 | Annegret Hölzig    | 1997     | 183    | przyjmująca  |
| 11 | Sophie Dreblow     | 1998     | 168    | libero       |
| 14 | Denise Imoudu      | 1995     | 181    | rozgrywająca |
| 15 | Ljubica Kecman     | 1993     | 180    | przyjmująca  |
| 18 | Nataša Čikiriz     | 1995     | 194    | przyjmująca  |

### Sezon 2016/2017
| Nr | Imię i nazwisko    | Data ur. | Wzrost | Pozycja      |
| -- | ------------------ | -------- | ------ | ------------ |
| 1  | Marta Drpa         | 1989     | 193    | atakująca    |
| 3  | Lisa Rühl          | 1989     | 178    | libero       |
| 5  | Ivona Svobodniková | 1991     | 191    | środkowa     |
| 6  | Ann-Marie Knauf    | 1992     | 175    | rozgrywająca |
| 8  | Kimberly Drewniok  | 1997     | 188    | atakująca    |
| 9  | Lisa Gründing      | 1991     | 185    | środkowa     |
| 10 | Wiebke Silge       | 1996     | 190    | środkowa     |
| 11 | Sophie Dreblow     | 1998     | 168    | libero       |
| 14 | Denise Imoudu      | 1995     | 181    | rozgrywająca |
| 15 | Ljubica Kecman     | 1993     | 180    | przyjmująca  |
| 17 | Roslandy Acosta    | 1992     | 191    | przyjmująca  |

### Sezon 2015/2016
| Nr | Imię i nazwisko         | Data ur. | Wzrost | Pozycja      |
| -- | ----------------------- | -------- | ------ | ------------ |
| 2  | Diana Arrechea          | 1994     | 176    | przyjmująca  |
| 3  | Lisa Rühl               | 1989     | 178    | libero       |
| 5  | Marina Katić            | 1983     | 183    | rozgrywająca |
| 6  | Nadja Schaus            | 1984     | 187    | atakująca    |
| 7  | Luisa Sydlik            | 1996     | 175    | rozgrywająca |
| 8  | Annegret Hölzig         | 1997     | 183    | przyjmująca  |
| 9  | Lisa Gründing           | 1991     | 185    | środkowa     |
| 10 | Wiebke Silge            | 1996     | 190    | środkowa     |
| 12 | Ivonne Montaño          | 1995     | 187    | atakująca    |
| 13 | Saskia Hippe            | 1991     | 186    | atakująca    |
| 14 | Manuela Roani           | 1983     | 186    | przyjmująca  |
| 15 | Regina Mapeli Burchardt | 1983     | 186    | przyjmująca  |

### Sezon 2014/2015
| Nr | Imię i nazwisko   | Data ur. | Wzrost | Pozycja      |
| -- | ----------------- | -------- | ------ | ------------ |
| 1  | Giulia Carraro    | 1994     | 175    | rozgrywająca |
| 2  | Kathy Radzuweit   | 1982     | 196    | środkowa     |
| 3  | Lisa Rühl         | 1989     | 178    | libero       |
| 4  | Michala Kvapilová | 1990     | 180    | przyjmująca  |
| 5  | Antonia Klamke    | 1990     | 187    | środkowa     |
| 7  | Bernarda Ćutuk    | 1990     | 187    | środkowa     |
| 9  | Lisa Gründing     | 1991     | 185    | środkowa     |
| 10 | Doreen Engel      | 1982     | 179    | rozgrywająca |
| 11 | Sophie Dreblow    | 1998     | 168    | libero       |
| 16 | Nikola Radosová   | 1992     | 186    | przyjmująca  |
| 17 | Ivonne Montaño    | 1995     | 187    | atakująca    |
| 18 | Jéssica Rivero    | 1995     | 180    | przyjmująca  |